# Isabelle Adjani
Isabelle Yasmine Adjani (Pariz, 27. lipnja 1955.), francuska je filmska glumica i pjevačica njemačko-alžirskog porijekla koja je od 1970. nastupila u 30 filmova. Drži rekord najvećeg broja osvojenih nagrada César za najbolju glumicu (5), za uloge u filmovima Possession (1981.), L'été Meurtrier (1983.), Camille Claudel (1988.), La Reine Margot (1994.) i La journée de la jupe (2009.). Također, 1981. je bila dobitnica dvostruke nagrade za najbolju glumicu filmskog festivala u Cannesu, te je dva puta bila nominirana za Oscara za najbolju glumicu. Glumi na francuskom, engleskom i njemačkom jeziku.

## Mladost
Rođena je u imigrantskoj četvrti Gennevilliers, Hauts-de-Seine, u predgrađu Pariza (prema nekim izvorima, rođena je Bavarskoj) od oca Kabila iz Constantine i Djelfe, Mohammeda Cherifa Adjanija, vojnika Francuske vojske u drugom svjetskom ratu, i njemačke majke, Auguste zvane "Gusti". Odrasla je na njemačkom, kao svom prvom jeziku. Nakon pobjede na školskom natječaju glume, u dobi od 12 godina započela je glumiti u amaterskom kazalištu. S 14 godina, nastupila je prvi puta na filmu (Le Petit bougnat 1970.).

## Karijera
Prvu je popularnost stekla kao glumica klasičnih komada, posebno uloge Agnès, glavnog ženskog lika Molièreove Škole za žene, ali nakon što se 1972. pridružuje Comédie française, ubrzo ju napušta radi filmske karijere. Nakon nekoliko manjih filmskih uloga, postigla je 1974. umjeren uspjeh filmom La Gifle. Iduće godine ostvaruje prvu veću ulogu u Priči o Adeli H. Françoisa Truffauta.
Kritičari su bili oduševljeni njenim nastupom, dok je Pauline Kael njen talent nazvala "čudesnim". Bila je nominirana za Oscar za najbolju glavnu glumicu, te su joj stigle ponude za uloge u hollywoodskim filmovima, kao trileru Waltera Hilla Vozač (1978.). Potom je glumila Lucy u Herzogovoj obradi Nosferatua iz 1979.
Godine 1981., osvojila je nagradu za najbolju glumicu Filmskog festivala u Cannesu za uloge u romantičnoj drami Quartet Jamesa Ivoryja, temeljenoj na romanu Jean Rhys, i hororu Possession Andrzeja Żuławskog. Za ulogu žene sa živčanim slomom u filmu Possession, iduće je godine prvi puta osvojila nagradu César. Godine 1983., također je nagrađena Césarom za ulogu osvetoljubive žene u filmu Jedno smrtonosno ljeto.
Godine 1988., bila je koproducent i glavna glumica biografskog filma Camille Claudel, za kojeg je nagrađena trećim Césarom i drugi puta nominirana za Oscara, dok je film bio također nominiran za Oscara za najbolji film na stranom jeziku.
Na valu tog publiciteta, časopis People uvrstio ju je među "50 najljepših ljudi na svijetu". Četvrtog je Césara osvojila 1994. za ulogu Margarete Valois u povijesnom filmu La Reine Margot Patricea Chéreaua.

## Osobni život
Godine 1980., iz veze sa snimateljem Brunom Nuyttenom rođen joj je sin Barnabé Nuytten. Od 1986. do 1987 bila je vezi s glumcem Warrenom Beattyjem.
S glumcem Danielom Day-Lewisom, bila je u vezi od 1988. do 1994. Nekoliko mjeseci nakon njihovog razlaza, 1995. rodio im se sin Gabriel-Kane Day-Lewis. Bila je također zaručena za skladatelja Jeana-Michela Jarrea, rastali su se 2004.
Godine 2009., osudila je izjave pape Benedikta XVI. koji tvrdi da kondomi nisu djelotvorna metoda prevencije AIDS-a.
Francusko odlikovanje Legija časti dodijeljeno joj je 14. srpnja 2010. Poznata je po vrlo rijetkim pojavljivanjima u javnosti.

## Filmografija
| Godina | Film                                    | Uloga                           | Napomene |
| ------ | --------------------------------------- | ------------------------------- | --- |
| 1970.  | Le Petit bougnat                        | Rose                            | |
| 1972.  | Faustine et le bel été                  | Camille                         | |
| 1974.  | La Gifle                                | Isabelle Doulean                | posebni David di Donatello |
| 1975.  | Priča o Adeli H.                        | Adèle Hugo                      | Golden India Catalina festivala u Cartageni za najbolju glumicu David di Donatello za najbolju glumicu Nagrada nacionalnog filmskog saveza SAD-a za najbolju žensku ulogu Nagrada nacionalnog udruženja filmskih kritičara SAD-a za najbolju glumicu Nagrada udruženja njujorških filmskih kritičara za najbolju glumicu nominirana—Oscar za najbolju glavnu glumicu nominirana—César za najbolju glumicu |
| 1976.  | The Tenant                              | Stella                          | |
| 1976.  | Barocco                                 | Laure                           | nominirana—César za najbolju glumicu |
| 1977.  | Violette & François                     | Violette Clot                   | |
| 1978.  | Vozač                                   | The Player                      | |
| 1979.  | Nosferatu the Vampyre                   | Lucy Harker                     | |
| 1979.  | Sestre Brontë                           | Emily Brontë                    | |
| 1981.  | Clara et les Chics Types                | Clara                           | |
| 1981.  | Possession                              | Anna/Helen                      | Nagrada filmskog festivala u Cannesu za najbolju glumicu (također za Quartet) César za najbolju glumicu |
| 1981.  | Quartet                                 | Marya Zelli                     | Nagrada filmskog festivala u Cannesu za najbolju glumicu (također za Possession) |
| 1981.  | L' Année prochaine... si tout va bien   | Isabelle                        | |
| 1982.  | Tout feu, tout flamme                   | Pauline Valance                 | |
| 1982.  | Antonieta                               | Antonieta Rivas Mercado         | |
| 1983.  | Mortelle randonnée                      | Catherine Leiris/Lucie, 'Marie' | |
| 1983.  | L'été meurtrier                         | Eliane dite 'Elle'              | César za najbolju glumicu |
| 1985.  | Subway                                  | Héléna                          | nominirana—César za najbolju glumicu |
| 1986.  | T'as de beaux escaliers tu sais         |                                 | |
| 1987.  | Ishtar                                  | Shirra Assel                    | |
| 1988.  | Camille Claudel                         | Camille Claudel                 | César za najbolju glumicu Srebrni medvjed za najbolju glumicu nominirana—Oscar za najbolju glavnu glumicu |
| 1993.  | Toxic Affair                            | Pénélope                        | |
| 1994.  | La Reine Margot                         | Margareta Valois                | César za najbolju glumicu |
| 1996.  | Diabolique                              | Mia Baran                       | |
| 2002.  | La Repentie                             | Charlotte/Leïla                 | |
| 2002.  | Adolphe                                 | Ellénore                        | Festival du Film de Cabourg, nagrada za najbolju glumicu |
| 2003.  | Bon voyage                              | Viviane Denvers                 | |
| 2003.  | Monsieur Ibrahim et les fleurs du Coran | La star                         | |
| 2009.  | La journée de la jupe                   | Sonia Bergerac                  | César za najbolju glumicu |
| 2010.  | Mammuth                                 |                                 | Uvršten u 60. Berlinski filmski festival |
| 2016.  | Carole Matthieu                         | Carole Matthieu                 | |

## Diskografija
Albumi
- Pull marine (1983., producent i skladatelj Serge Gainsbourg)

## Vanjske poveznice
- Službena stranica
- Isabelle Adjani u internetskoj bazi filmova IMDb-u (engl.)